# لوكاس فيلالبا
لوكاس فيلالبا (بالإسبانية: Lucas Villalba)‏ هو لاعب كرة قدم أرجنتيني في مركز الدفاع، ولد في 18 أغسطس 1994 في فلورنسيو فاريلا في الأرجنتين. لعب مع أتليتيكو توكومان وإنديبندينتي.

## وصلات خارجية
- لوكاس فيلالبا على موقع قاعدة بيانات كرة القدم.إي يو (الإنجليزية)
- لوكاس فيلالبا على موقع Soccerway.com (الإنجليزية)